# 国防情報参謀部
国防情報部（こくぼうじょうほうきょく、英語: Defence Intelligence, DI）とは、英国の国防省に属する情報機関である。国防情報局、国防情報参謀部とも訳される。

## 概要
1964年に海軍省、戦争省、空軍省が国防省に吸収された際に各軍の情報統括部門を統合して誕生した。2009年国防情報局に名称変更。本部はロンドンのホワイトホールにある旧陸軍省ビル内にあり、要員は約3,600人いる。
他の英国の情報機関と同様、インテリジェンス・コミュニティーに属しており、合同情報委員会（JIC）の情報要求を受ける。国防情報長官はJICの副委員長も務める。
全ての情報源を扱うが、イミント、シギントを主としており、偵察情報によるヒューミントも扱う。国防省の機関であるため予算は国防予算から支出される。英国内だけでなく、ドイツやキプロスにも拠点を持っている。

## 組織
国防情報長官の下に分析・評価に当たる国防情報副長官、情報収集と能力を担当するサイバー情報及び情報統合担当軍事副長官が設置されており、以下のような組織がある。
- 国防情報長官
- 国防情報副長官 
  - 戦略的評価センター（地域およびテーマ別）
  - 能力評価センター (武器システムとプラットフォーム)
  - カウンター拡散センター
  - カウンターインテリジェンスセンター
- サイバー情報及び情報統合担当局長
  - 統合軍情報グループ (JFIG)
    - 国防地理情報センター
    - 国防地理センター (DGC)
    - 共同サービス信号機構 (JSSO)
    - 国防ヒューミントユニット (DHU) 、軍事作戦に専門的な支援を提供する三軍共同（Tri-Service ）組織。
    - 国防情報保安センター - 幾つかの軍学校も運営する。

## 歴代長官
| 代 | 名前                           | 英綴                 | 在任            |
| -- | ------------------------------ | -------------------- | --------------- |
| 1  | サー・ケネス・ストロング       | Sir Kenneth Strong   | 1964年 - 1966年 |
| 2  | サー・アルフレッド・アール     | Sir Alfred Earle     | 1966年 - 1968年 |
| 3  | サー・ハロルド・マグワイア     | Sir Harold Maguire   | 1968年 - 1972年 |
| 4  | サー・ルイス・ル・ベイリ       | Sir Louis Le Bailly  | 1972年 - 1975年 |
| 5  | サー・デーヴィッド・ウィルソン | Sir David Willison   | 1975年 - 1978年 |
| 6  | サー・ジョン・エイケン         | Sir John Aiken       | 1978年 - 1981年 |
| 7  | サー・ロイ・ハリデイ           | Sir Roy Halliday     | 1981年 - 1984年 |
| 8  | サー・マイケル・アーミテージ   | Sir Michael Armitage | 1985年 - 1986年 |
| 9  | サー・デレク・ボアマン         | Sir Derek Boorman    | 1986年 - 1988年 |
| 10 | サー・ジョン・カー             | Sir John Kerr        | 1988年 - 1991年 |
| 11 | サー・ジョン・ウォーカー       | Sir John Walker      | 1991年 - 1994年 |
| 12 | サー・ジョン・ポール・フォーリ | Sir John Paul Foley  | 1994年 - 1997年 |
| 13 | サー・アラン・ウェスト         | Sir Alan West        | 1997年 - 2000年 |
| 14 | サー・ジョー・フレンチ         | Sir Joe French       | 2000年 - 2003年 |
| 15 | アンドルー・リッジウェイ       | Andrew Ridgway       | 2003年 - 2006年 |
| 16 | サー・スチュアート・ピーチ     | Sir Stuart Peach     | 2006年 - 2009年 |
| 17 | クリス・ニコルズ               | Chris Nickols        | 2009年 - 2012年 |
| 18 | アラン・リチャーズ             | Alan Richards        | 2012年 - 2015年 |
| 19 | フィリップ・オズボーン         | Philip Osborn        | 2015年 - 2018年 |
| 20 | ジェームズ・ホッケンハル       | James Hockenhull     | 2018年 - 2022年 |
| 21 | エイドリアン・バード           |                      | 2022年 - 現在   |